# Nuevo Cementerio Inglés
El Nuevo cementerio Inglés (en italiano: Nuovo Cimitero degli Inglesi) es un cementerio del siglo XIX situado en Livorno, en la Via Pera, cerca de la estación Leopolda y Porta San Marco.

## Historia
Durante el ducado del Gran Duque Médici tenía un primer lugar para el entierro de sus compatriotas, no lejos de la Iglesia de San Pedro y San Pablo, en las afueras de la ciudad amurallada. 
En el siglo XIX, con la expansión de la ciudad como resultado de los primeros planes de Luigi de Cambray Digny de la Plaza Cavour y luego por la construcción de la Pared Leopoldine, el antiguo cementerio estaba cerrado.
En 1840 fue abierto, lejos del centro de la ciudad, a poca distancia de la Puerta de San Marco, en la Via Pera, en el marco de la calle Erbosa (hoy Marco Mastacchi). El proyecto fue preparado por Angiolo Valley, Pasquale Poccianti colaborador y autor también de la Iglesia Anglicana de San Giorgio.